# 陇西县
陇西县是中华人民共和国甘肃省定西市的一个县。与之接壤的县市有：东边通渭县，西边渭源县，南边漳县、武山县，北边定西。

## 历史
陇西古时辖区甚广，一度包括今甘肃的天水、兰州等地区。甘肃省最早的省会。河西走廊和丝绸之路都经过陇西。因其地处黄土高原，地势险要，易守难攻，有一夫当关万夫莫开之势，因此自古就是一个兵家必争之地。《三国演义》中的大将庞德等出自陇西。
明朝为陕西承宣布政使司下巩昌府治。清朝康熙三年（公元1664年），陕西按察使司增一员驻巩昌。康熙六年（公元1667年）陕甘分省，巩昌府改隶巩昌承宣布政使司（次年改名为甘肃承宣布政使司，省会兰州），仍治陇西。中华民国二年（公元1913年），巩昌府遭裁撤，陇西改隶兰山道。中华人民共和国成立初期，陇西县隶属岷县专区，1950年5月划属天水专区。2003年，定西地区撤地设市，陇西县始属定西市。

## 行政区划
陇西县下辖12个镇、5个乡：
巩昌镇、文峰镇、首阳镇、菜子镇、福星镇、通安驿镇、云田镇、碧岩镇、马河镇、柯寨镇、双泉镇、权家湾镇、渭阳乡、宏伟乡、和平乡、德兴乡和永吉乡。

## 交通
- 陇海铁路：土店子站，陇西站，陇西北站，云田乡站，大河岔站，高阳站，通安驿站，马河镇站
- 316国道过境。

## 经济

### 中药材
陇西自古盛产药材，南北朝陶弘景《本草经集注》载 “（黄芪）第一出隴西、洮陽，色黃白甜美，今亦難得。”

## 特产
陇西白条党参、陇西黄芪、陇西腊肉：中国地理标志产品。